# SK에스엠
SK에스엠(SK SM)은 SK해운의 자회사로서, 선박운항 및 선박관리 분야에서 세계수준의 선박관리, 선원관리, 신조감리등의 서비스를 제공하는 Total SM Provider였다. 1982년 SK해운의 Oil-Tanker In-house SM을 시작으로 Chemical, Product, Bulk, LNG, LPG 등으로 그 영역을 넓혀 왔고, 2011년 7월 SK해운으로부터 해사부문이 독립하여 분사하게 되었다.
2013년 10월 주주전원의 서면결의에 따라 해산하게 되었다.

## 연혁
- 1982년 유공해운설립 - Oil Tanker SM 개시
- 1983년 Bulk Carrier SM 개시
- 1988년 LPG Carrier SM 개시
- 1991년 Chenical Carrier SM 개시
- 1992년 Product Carrier SM 개시
- 1994년 ISO9002 및 ISM인증 취득, LNGC Carrier SM 개시
- 1997년 ISM DOC (Panama) 인증 취득
- 2000년 Aceline(Singapore)설립
- 2001년 ISM DOC (HongKong) 인증 취득
- 2004년 ISO14001, OHSAS18001 인증 획득
- 2007년 ISM DOC (Korea)인증 취득
- 2011년 SK에스엠 설립
- 2013년 SK에스엠 해산

## 사업 분야
선박관리
- ISR System, 집중방선제도, Ship self Audit, SK CIC등의 매니지먼트 시스템을 통해 효율적 선박관리 수행.
- LNGC 5척 VLCC 11척, VLGC 2척, PRODUCT Carrier 5척, Bulk Carrier 14척 선대 관리.

선원관리
신조감리
- 선박 건조 사양서 검토
- 선박 건조 계약서 협의
- 건조 도면 검토 및 승인
- 현장 건조 감리

해운대리점
- 선주대리점
- 항만대리점
- 신조대리점

기술자문
- 선박 관리 대행 및 기술자문
- 선박 매입관련 Condition survey
- Oil Major 수검관련 기술자문
- 선박 안전관리 점검 및 평가
- 선박 개조 및 수리관련 기술자문
- US/EU항만국 입항관련 기술자문
- 국내외 입거수리 집행 및 비용정산
- 승조원/공무감독 교육

## 지사 현황
- Marine Training Center - (600-816) 부산광역시 중구 중앙동 4가 79-1 마린센터 11층
- 울산 사무소 - (680-050) 울산광역시 남구 매암동 180번지 울산항만공사 울산항 마린센터 5층